# 英皇星藝
英皇星藝（北京）文化發展有限公司（簡稱英皇星藝），於2004年成立，為英皇娛樂旗下品牌；主要業務範圍包括：音樂製作、大型活動及演唱會、藝人經紀、影視四方面。英皇星藝整合了內地、香港及海外的優勢資源，利用自身強大的品牌效應及雄厚的資本平台，為推動內地文化產業的發展做出卓有成效的貢獻。2014年正式結業。合併移轉英皇（北京）文化發展有限公司。

## 公司簡介
公司成立後獨立運作了多個大型演唱會，擔任2006年中央電視台《夢想中國》的全程音樂顧問，其後成功舉辦了一系列《夢想中國》全國巡迴演唱會，並於2008年聯合主辦了BTV年度大型活動《龍的傳人》等。近年來，公司運作了《同一首歌》走進達州，成龍“信心中國”鳥巢演唱會、水木年華個唱、楊坤個唱、劉若英個唱、煙台群星演唱會、海鳴威演唱會、以及2010年和2011年連續兩年舉辦浙江海寧“潮”音樂節。 
內地影視劇方面也展現其獨有的神話，公司2008年製作的都市情感電視劇《完美結局》全國熱播，同時還投資參與了吳宇森的電影《赤壁》，大型歷史電視劇《紅樓夢》、成龍任總監製唐季禮任藝術總監 的大型電視劇《神話》、電視連續劇《強者風範》等。舞蹈詩《夢裡落花》2010在全國北京、武漢、上海和廣州巡演，引起一致好評和轟動。公司投資製作的話劇《隱婚男女》以及電影《隱婚男女》是英皇星藝2010年和2011年的傑作。踏入2012年，投資過億，大型歷史電視劇《隋唐演義》正在拍攝中。

## 旗下藝人
| 苗 圃  | 白 冰    | 吳 瓊  | 徐熙顏 |
| 洛 詩  | 思 漩    | 謝佳妤 | 莊潔夢 |
| 杜 若  | 海鳴威   | 石天碩 | 高廣澤 |
| 熊汝霖 | 陳 昊    | 王子豪 | 王子杰 |
| BOX    | 水木年華 |        |        |

## 外部連結
- 英皇星藝 新浪微博